# Selaginella echinata
Selaginella echinata är en mosslummerväxtart som beskrevs av Bak.. Selaginella echinata ingår i släktet mosslumrar, och familjen mosslummerväxter. Inga underarter finns listade i Catalogue of Life.